# Relaciones Estados Unidos-Suiza
Las relaciones Estados Unidos-Suiza son las relaciones diplomáticas entre los Estados Unidos de América y la Confederación Suiza.

## Historia

### Relaciones culturales
Con la conclusión de las guerras napoleónicas, muchos suizos buscaron una vida más pacífica y próspera en América. Un número considerable emigró a los Estados Unidos, especialmente de los cantones de Vaud y Lucerna. Ya en 1815, los representantes de los dos cantones respectivos propusieron a Dieta Federal que el país estableciera un consulado en Filadelfia o New York City para garantizar los derechos de sus Comerciantes y expatriados. Al año siguiente, la Dieta resolvió crear un consulado en Nueva York. Inicialmente se decidió que su cónsul sería elegido de la población suiza en América, pero nunca se hizo una cita. En julio de 1822, con la consulta del diplomático suizo-estadounidense Albert Gallatin, la Dieta nombró a sus primeros dos cónsules en los Estados Unidos: Henry Casimir de Rham de Yverdon-les-Bains, cantón de Vaud, un banquero y comerciante y entonces residente de Nueva York; y Antoine Charles Cazenove de Ginebra, un comerciante de vino y tabaco y luego residente de Alexandria (Virginia). Niklaus Rudolf von Wattenwyl, el presidente de la Dieta, envió una carta al presidente de los Estados Unidos James Monroe, pidiéndole que otorgue a las personas designadas un exequatur y enfatizando las características liberales y federales compartidas por sus dos Constituciones de los países. La carta marcó la primera correspondencia oficial entre los gobiernos de Suiza y los Estados Unidos y estableció un precedente para el carácter de las relaciones entre ellos a lo largo del resto del siglo XIX.
Los Estados Unidos concedieron el exequatur. Gallatin aconsejó a la Dieta sobre cómo dividir el territorio para ser administrado por los dos nuevos cónsules. De Rham asumió la responsabilidad de un distrito que abarca los estados Nueva Inglaterra, Nueva York, Nueva Jersey, Pensilvania, Delaware, y los estados al norte del río Ohio. Cazenove gestionó el resto de los Estados Unidos. Su principal cargo era proteger los intereses y las propiedades de los inmigrantes y viajeros suizos, particularmente de los comerciantes. Ambos desempeñaron sus funciones de manera honorífica fuera de su actividad habitual, con De Rham sirviendo hasta 1842 y Cazenove hasta 1852. Las responsabilidades de este último en su servicio posterior se hicieron cada vez más diplomáticas.
Las exportaciones suizas de algodón y seda a los Estados Unidos aumentaron significativamente a lo largo de la década de 1820, lo que hace que sea más deseable que este último establezca su propio consulado. En 1830, John G. Boker, hombre de negocios de la ciudad de Nueva York y amigo del Secretario General del  Departamento de Estado Daniel Brent, fue nombrado para ser el Primer cónsul estadounidense en Suiza. Llegó esa caída en Berna y fue recibido calurosamente por el presidente de la Dieta. Mientras esperaba que su comisión fuera aprobada por los 22 cantones, Boker se mudó a Basilea, ya que la mayoría de las exportaciones suizas a América pasaron por allí. Impaciente por la tediosa naturaleza del gobierno descentralizado, abrió su consulado en octubre sin el reconocimiento oficial de Suiza.
Los cónsules de Estados Unidos en Suiza estaban ocupados en sus primeros años. Como sus ingresos dependían de las obligaciones de los bienes inspeccionados y aprobados, muchos cónsules estadounidenses se vieron obligados a operar sus propios negocios por dinero extra, lo que desvió su atención de sus responsabilidades oficiales. Mientras se encontraban en viajes de negocios, el consulado quedó al cuidado de un vicecónsul o agente, generalmente un comerciante contratado. En ausencia de un cónsul, un agente trasladó brevemente el consulado a Zürich en 1843, aunque fue devuelto a Basilea el año siguiente a la llegada de la nueva persona designada, Seth T. Otis.

### Relaciones diplomáticas
Las relaciones diplomáticas fueron establecidas en 1853 por los Estados Unidos y en 1868 por Suiza.
La Embajada de los Estados Unidos en Suiza se encuentra en Berna. La Misión de los Estados Unidos ante la Oficina Europea de las Naciones Unidas y otras organizaciones internacionales, la Misión de los Estados Unidos ante la OMC y la Delegación de los Estados Unidos ante la Conferencia de Desarme se encuentran en Ginebra. Los centros de los Estados Unidos y las agencias consulares también se mantienen en Zúrich y Ginebra. El embajador de los Estados Unidos en Suiza también está acreditado ante Liechtenstein.
A partir de noviembre de 2017, el embajador de los Estados Unidos en Suiza es Ed McMullen, y en noviembre de 2014 el embajador de Suiza en Estados Unidos es Martin Dahinden.
Además, Suiza actúa como poder protector para las relaciones e intereses entre los Estados Unidos y Irán cuando Estados Unidos rompió las relaciones con Irán en 1980, durante la Revolución iraní y la Crisis de los rehenes . Entre 1963 y 2015, Suiza actuó como el poder protector entre Cuba y los Estados Unidos, hasta que las embajadas se restablecieron en La Habana y Washington D. C.

## Acuerdos bilaterales
Los primeros 4 años de cooperación en virtud de la Comisión Económica Mixta (JEC) de los EE. UU. Fortalecieron los lazos bilaterales al registrar los logros en varias áreas, incluidas las consultas sobre los esfuerzos contra el blanqueamiento de dinero, Contraterrorismo, y cooperación reguladora farmacéutica; una gobierno electrónico conferencia; y el restablecimiento del programa de intercambio estudiantil / cultural Fulbright.
Los Estados Unidos y Suiza firmaron tres nuevos acuerdos en 2006 que complementarán la JEC. El primero de los nuevos acuerdos es el Marco político mejorado y fue firmado por el Subsecretario de Estado para Asuntos Políticos  Nicholas Burns y el Secretario de Estado suizo Michael Ambühl. El segundo acuerdo es el Foro de Cooperación de Comercio e Inversión y fue firmado por el entonces EE. UU. El representante comercial Rob Portman y el entonces ministro de Economía y Comercio Joseph Deiss. El último acuerdo es el Acuerdo Operativo de Trabajo revisado sobre la Cooperación para el Cumplimiento de la Ley en el Contraterrorismo y fue firmado por el fiscal general de los Estados Unidos Alberto Gonzales y el entonces ministro de Justicia suizo Christoph Blocher.
En febrero de 2013, el Consejo Federal Suizo permitió la firma de la Ley de Cumplimiento Tributario de Cuentas Extranjeras (FATCA) con los EE. UU. Estos acuerdos obligan a todos los bancos suizos a informar al Servicio de Impuestos Internos de cuentas no declaradas, extraterritoriales. Estas nuevas regulaciones son aplicables en 2014 y, a su vez, asegurarán a los bancos suizos la continuidad de las operaciones en los EE. UU.
En julio de 2015, Suiza y los Estados Unidos firmaron un acuerdo de equivalencia alimentos orgánicos; cualquier producto certificado como orgánico en un país puede ser vendido como orgánico en el otro.

## Misiones diplomáticas residentes
- Estados Unidos tiene una embajada en Berna y agencias consulares en Ginebra y en Zúrich.[8]
- Suiza tiene una embajada en Washington D. C. y mantiene consulados-generales en Atlanta, Chicago, Nueva York y San Francisco y mantiene un consulado en Boston.[9]

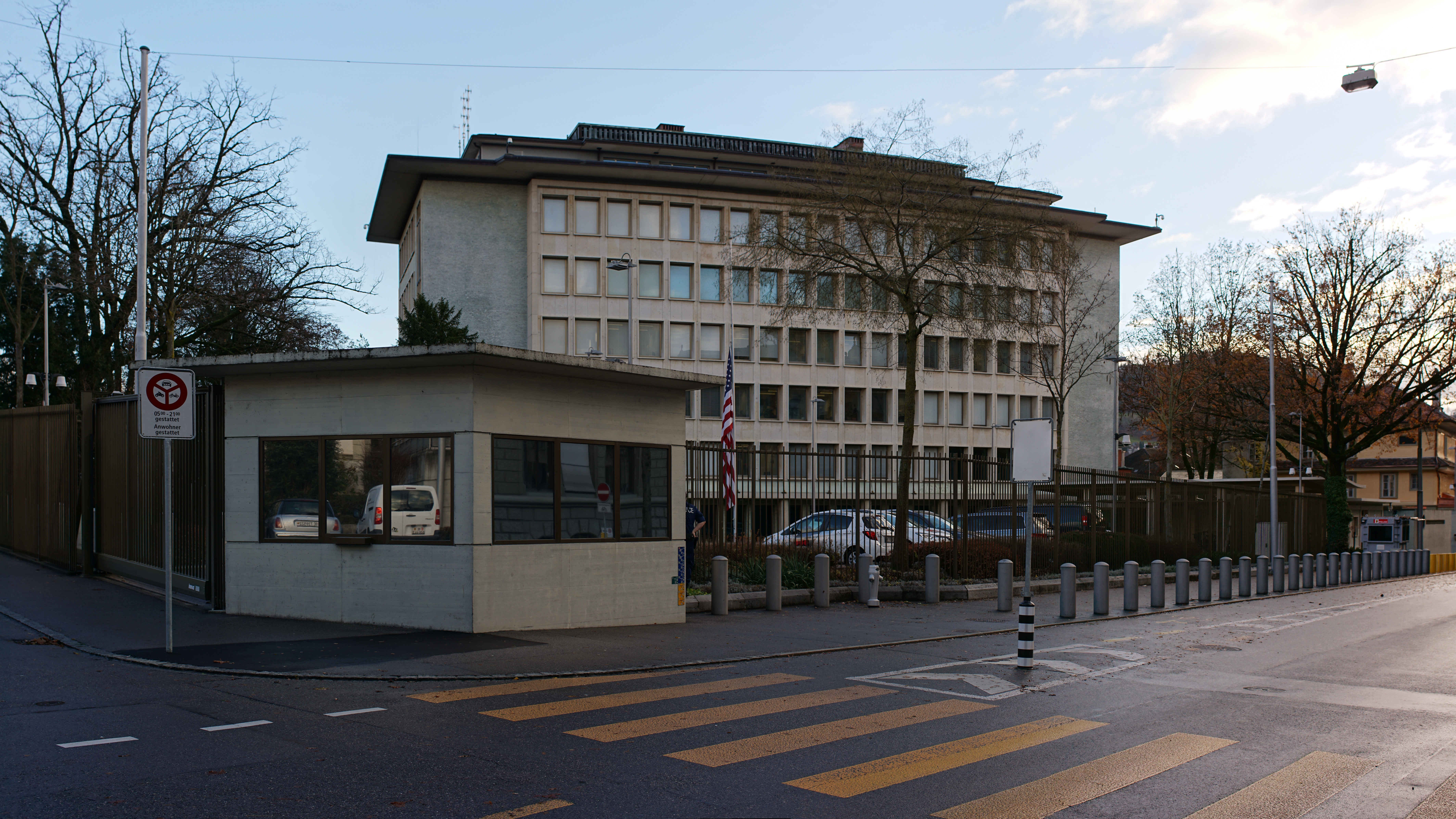
Embajada de los Estados Unidos en Berna
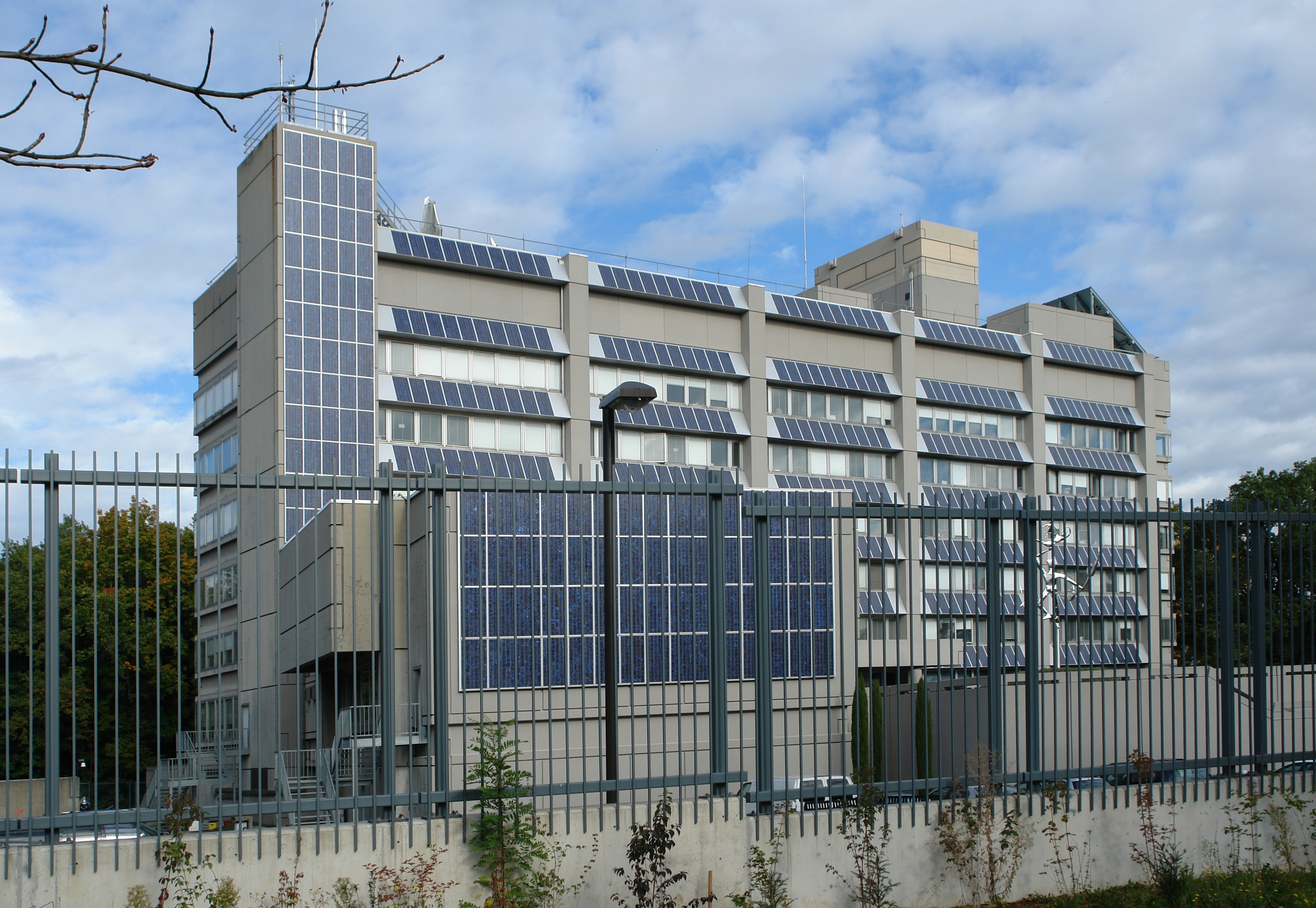
Agencia Consular y Misión Permanente de los Estados Unidos en Ginebra
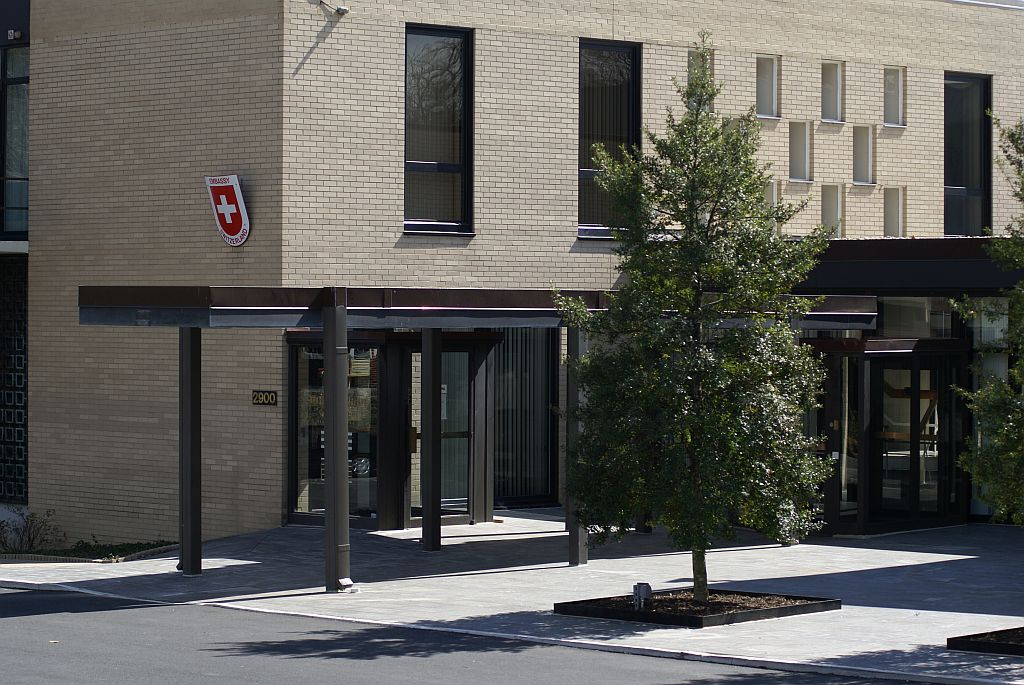
Embajada de Suiza en Washington, D.C.
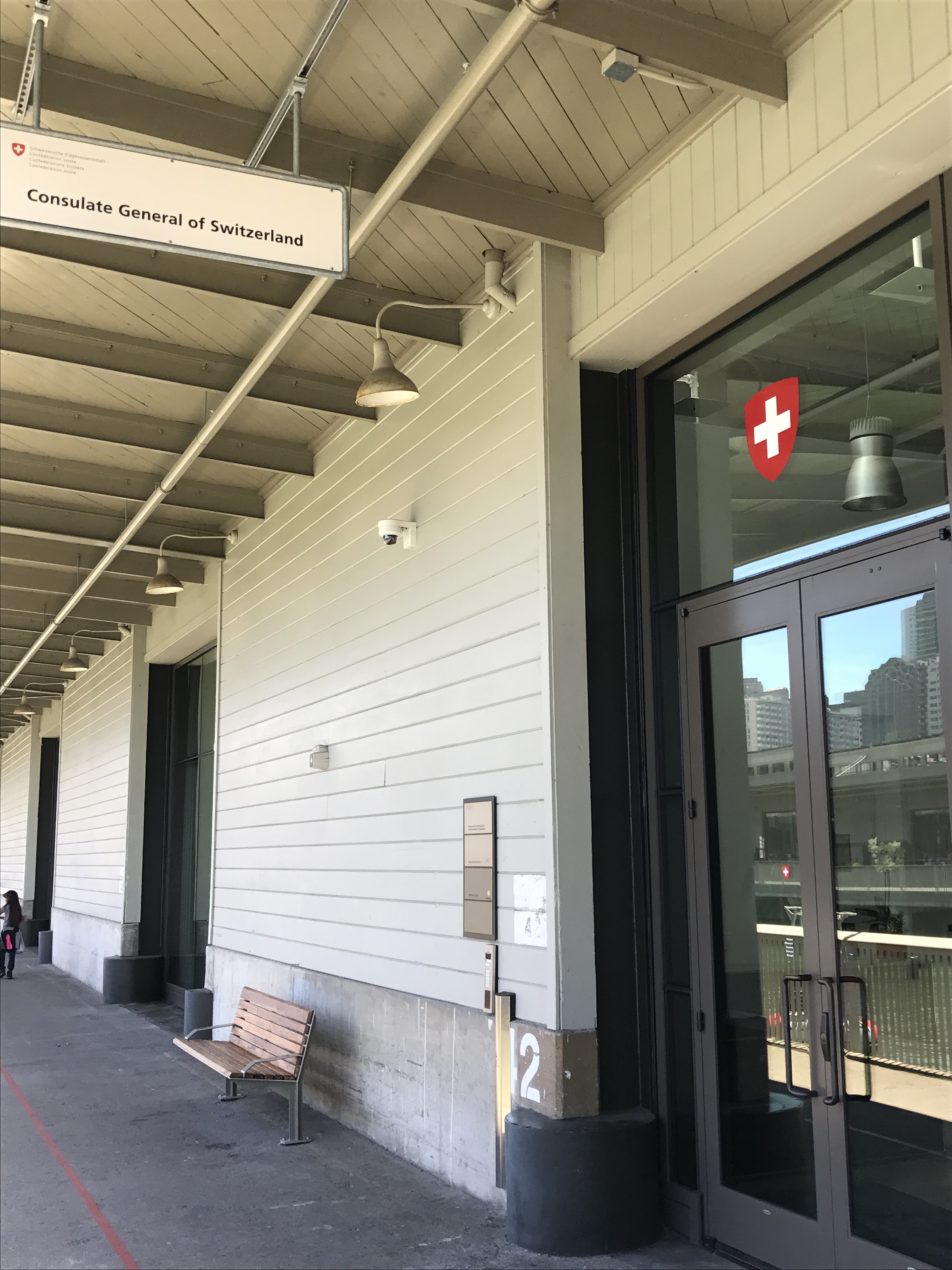
Consulado-General de Suiza en San Francisco